# Мир (концертный зал)
«Мир» — концертный зал в центре Москвы (Цветной бульвар, дом 11). Располагается в здании 1881 года постройки.

## История
В 1881 году на Цветном бульваре было построено восьмигранное каменное здание, предназначенное для демонстрации панорамы «Штурм Плевны». В 1886 году здание приобрели братья Никитины и открыли там цирк. Позднее в здании размещался манеж для верховой езды. В ноябре 1904 года экспонировалась панорама изображающая «Иерусалим во время распятия»[уточнить]. Во время Гражданской войны манеж сгорел, и с тех пор здание пустовало.
В 1957 году началась реконструкция здания под кинотеатр по проекту архитекторов В. А. Бутузова, Н. С. Стригалёвой, М. И. Богданова, инженеров Л. Богаткина, В. Котова, инженера-конструктора А. Левенштейна (мастерская № 13 института «Моспроект»). При реконструкции были сохранены только кирпичные стены. Новый кинотеатр «Мир» был открыт 28 февраля 1958 года как панорамный на 1226 мест. В 1960 году его переоборудовали в широкоформатный на 1220 мест.
В 2006 году кинотеатр был вновь реконструирован, после чего открылся как концертный зал «Мир» на 923 зрителя. Последняя реконструкция была проведена в 2017 году, по окончании которой «Мир» стал концертно-развлекательной площадкой.

## Архитектура
Здание кирпичное, восьмигранное в плане. Основной объём, облицованный серой керамической плиткой, возвышается над остеклённым прямоугольным объёмом высотой 10 м, где размещается вестибюль кинотеатра. Сочетание стекла и глухих поверхностей стен характерно для советской архитектуры второй половины 1950-х годов.
Круглое фойе кинотеатра перекрыто тонкостенными сводами, опирающимися на пилоны, в верхней части которых скрыты лампы. Полы фойе первоначально были покрыты цветным пластиком. Из фойе наверх в зрительный зал ведут две лестницы. Диаметр цилиндрического зрительного зала составляет около 40 м. Кресла расположены амфитеатром. Стены зрительного зала для улучшения акустики были облицованы вертикальными деревянными рейками, за которыми размещались звукопоглащающие маты и репродукторы. Панорамный кинотеатр имел вогнутый экран длиной 31 м и высотой 11,5 м. Зал перекрыт конусообразным куполом из металлических ферм.